# 伊勢市立みなと小学校
伊勢市立みなと小学校（いせしりつ みなとしょうがっこう）は、三重県伊勢市大湊町にある公立小学校である。伊勢市立大湊小学校と伊勢市立神社小学校の統合校である。
伊勢市での小学校の統合は、伊勢市立二見浦小学校に次ぎ2例目である。船を模した校舎は2021年現在、伊勢市の小・中学校の中で最も新しい。

## 沿革
- 2021年（令和3年）
  - 3月13日 - 完成式挙行[3]。
  - 4月1日 - 開校。
  - 4月7日 - 開校式[2][4][5]と最初の始業式挙行。
  - 4月8日 - 第1回入学式挙行。
  - 11月6日 - 最初の運動会開催。
- 2022年（令和4年）
  - 3月18日 - 第1回卒業式挙行。
  - 3月24日 - 最初の修了式挙行。

## アクセス
- 三重交通「みなと小学校前」バス停下車。
  - JR・近鉄伊勢市駅（北口）から、三重交通「大湊」行に乗車し、「みなと小学校前」バス停まで16分（始発からの2本のみ12分）。